# オットー・ブレーマー
オットー・ブレーマー（Otto Bremer、1862年11月22日 - 1936年8月8日）は、ドイツの言語学者、方言学者、音声学者。ドイツ語の方言を記述する音声記号であるトイトニスタ (Teuthonista) の原型を考案・使用したことで知られる。

## 生涯

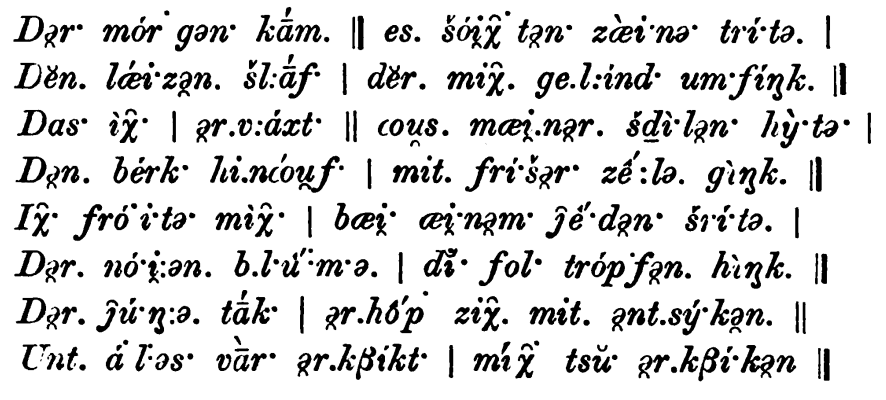
ブレーマーの音声記号の例（1893年）

ブレーマーはシュトラールズントに生まれた。ライプツィヒ大学、ベルリン大学、ハイデルベルク大学で文献学と比較言語学を学び、1885年にライプツィヒ大学の博士の学位を取得した。1888年にはアムルム島とフェール島の言語に関する論文でハレ大学の教授資格を取得した。1899年にハレ大学の員外教授に任命された。
ブレーマーはドイツ語の方言を研究し、1893年から1926年にかけてシリーズ『ドイツ語諸方言の小文法集』(Sammlung kurzer Grammatiken deutscher Mundarten)を編集出版した。このシリーズの第1巻としてブレーマーは自ら『ドイツ語音声学』(Deutsche Phonetik, 1893)およびその補説である『音声記号について』(Zur Lautschrift, 1898)を執筆した。『ブロックハウス百科事典』においてブレーマーは方言地図を含むドイツ語方言を記述している。
ブレーマーの研究は別の方言学者であるゲオルク・ヴェンカーと対立し、1895年にヴェンカーに対する批判書を出版している。
第一次世界大戦中、ロシア帝国の大撤退によってリトアニアがドイツの支配下に入ると、ブレーマーはエーリヒ・ルーデンドルフのためにリトアニアの言語政策に関する報告書を書いた。
戦後処理としてシュレースヴィヒの帰属を住民投票で決める際、ブレーマーはドイツ側に有利になるような宣伝活動を行ったとして投票前に国際委員会から追放された。
ユダヤ人の家系に属するため、1933年にハレ大学の職を失った。
癌のために1936年にハレで死亡した。

## 主な著書
- Germanisches ē erster Teil. Die Lautgesetzliche entwicklung des idg. ē in den ältesten germanischen Sprachen, (1885)（博士論文）
- Einleitung zu einer amringisch-föhringischen Sprachlehre, Norden und Leipzig, (1888)（教授資格論文、アムルム＝フェール方言研究）
- Deutsche Phonetik, Sammlung kurzer Grammatiken deutscher Mundarten, 1, Leipzig: Breitkopf & Härtel, (1893)（ドイツ語音声学）
- Zur Lautschrift, Sammlung kurzer Grammatiken deutscher Mundarten, Anhang zu Band 1, Leipzig: Breitkopf & Härtel, (1898)（音声記号について）
- Beiträge zur Geographie der deutschen Mundarten in Form einer Kritik von Wenkers Sprachatlas des deutschen Reichs, Sammlung kurzer Grammatiken deutscher Mundarten, 3, Leipzig: Breitkopf & Härtel, (1895)（ゲオルク・ヴェンカーの方言研究批判）
- “Ethnographie der germanischen Stämme”, Grundriss der germanische Philologie, 3. Band, Strassburg: Karl J. Trübner, (1904), pp. 735-950
- Deutsche Lautkunde: Hilfsbüchlein für den Unterricht in der oberen Klassen der höheren Lehranstalten, Deutschkundliche Bücherei, 6, Leipzig: Quelle & Meyer, (1918)
- Deutsche Lautlehre, Leipzig: Quelle & Meyer, (1918)

## 関連文献
- Ursula Hirschfeld, Hans-Joachim Solms, Eberhard Stock, ed. (2015), Otto Bremer – Wegbereiter der sprechwissenschaftlichen Phonetik an der Universität Halle, Frank & Timme, ISBN 9783732902309